# Vereinigte Wertach-Elektrizitätswerke
Die Vereinigte Wertach-Elektrizitätswerke GmbH (VWEW) ist ein kommunaler Energieversorger, der als Stadtwerk die Kommunen Kaufbeuren, Marktoberdorf und Mindelheim sowie einige kleinere Gemeinden vorwiegend mit Elektrizität und seit 2011 auch mit Erdgas beliefert.

## Geschichte
Die Gründung der GmbH erfolgte im Jahr 1941 und entstand aus einem 1938 gegründeten Zweckverband („Vereinigte Elektrizitätswerke Kaufbeuren Mindelheim“), dem sich neben den Gründern bis 1942 auch die Stadt Marktoberdorf und die damalige Gemeinde Köngetried anschlossen.
Seit Juni 2010 betreiben die VWEW auf dem Betriebsgelände in Kaufbeuren die erste Stromtankstelle der Stadt.

## Anteilseigner
Die VWEW ist im Besitz der Städte und Gemeinden, die mit Strom versorgt werden. Die Anteile teilen sich wie folgt auf:
- 60,76 % Kaufbeuren
- 25,32 % Mindelheim
- 12,66 % Marktoberdorf
- 0,76 % Apfeltrach und
- 0,51 % Ebenhofen

## Energieerzeugung und Infrastruktur

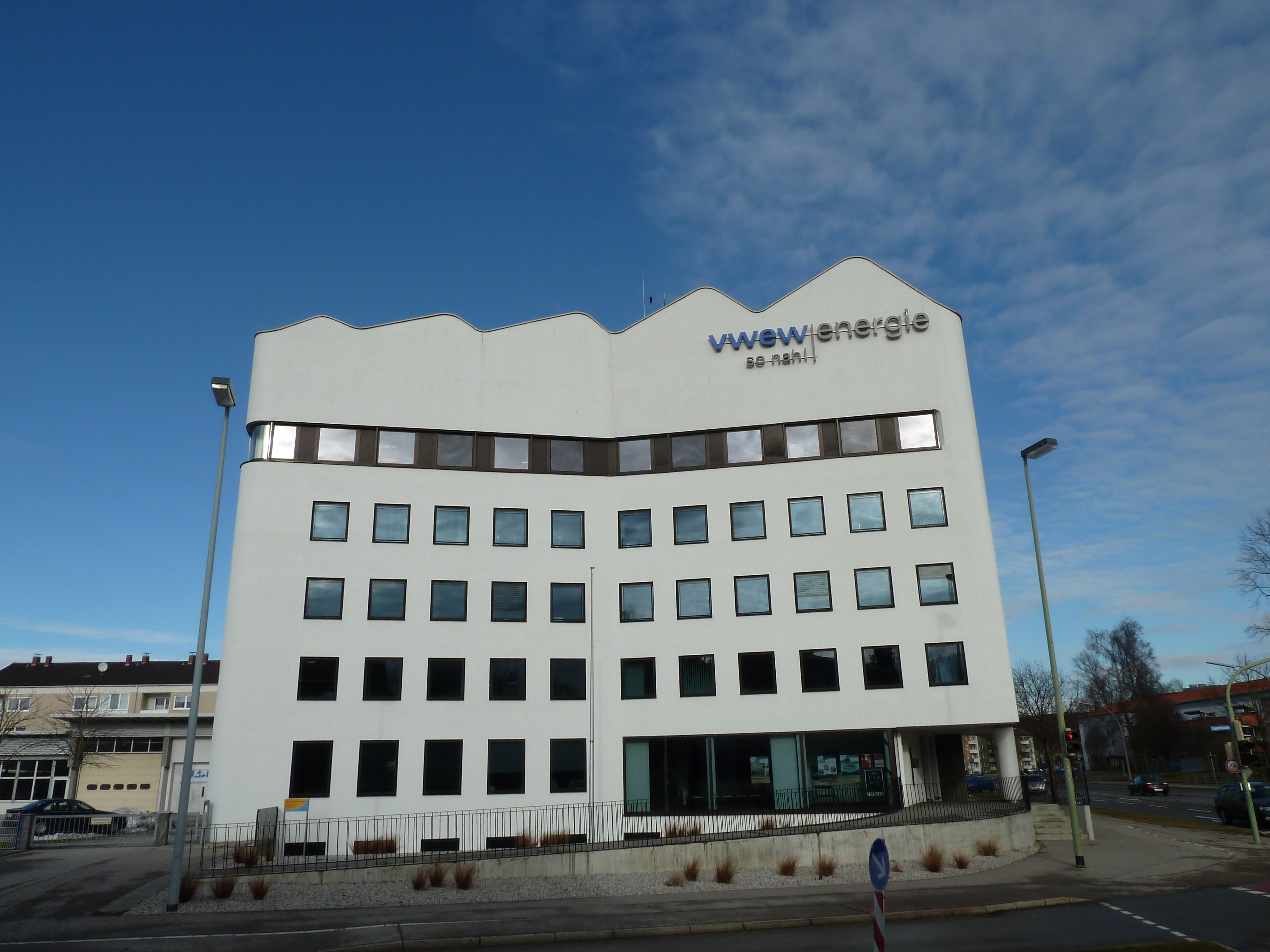
Verwaltungsgebäude der VWEW in Kaufbeuren

Die VWEW versorgt als Grundversorger rund 70.000 Einwohner und zählt mit einem Gesamtstromumsatz von jährlich rund 370 Millionen Kilowattstunden zu den 40 größten Energiedienstleistern in Bayern.
Die Firma betreut mit einer eigenen Netzleitzentrale ein Stromnetz aus rund 475 km Mittelspannungs- sowie 1197 km Niederspannungsleitungen.

### Wasserkraftwerke
Sieben kleinere und mittlere Wasserkraftwerken an der Wertach und deren Nebenflüssen mit einer Ausbauleistung von rund 7,5 Megawatt erzeugen rund 27,9 Mio. kWh Strom als Eigenerzeugung aus Wasserkraft. Dem gegenüber steht ein Fremdstrombezug von 344,4 Mio. kWh pro Jahr, d. h. die VWEW produzierten 2015 nur rund 7,5 Prozent des verkauften Stroms selbst. Der Fremdstrombezug erfolgt größtenteils von den Lechwerken.
- Wasserkraftwerk Ebenhofen
- Laufwasserkraftwerk Kirnach
- Wasserkraftwerk Biessenhofen am Bachtelsee
- Wasserkraftwerk Hirschzell am Bärensee
- Wasserkraftwerk Leinau
- Wasserkraftwerk Schlingen
- Wasserkraftwerk Frankenhofen

### Dieselkraftwerke
Die VWEW betreiben vier Dieselkraftwerke, die aber nicht an der Grundlastversorgung beteiligt sind, sondern nur im Notfall zugeschaltet werden.
- Dieselkraftwerk Ebenhofen
- Dieselkraftwerk Marktoberdorf
- Dieselkraftwerk Leinau
- Dieselkraftwerk Mindelheim

## Beteiligungen
Die VWEW sind zu 45 Prozent an der AE Allgäu Energie AG, Mindelheim beteiligt, die 2009 von der Xaver Riebel Holding gegründet worden war. Ziel der AG ist es, Geld vor allem mit Photovoltaik zu verdienen.